# Sten Meurk
Sten William Meurk, född 7 oktober 1918 i Stockholm, död 8 september 1953 i en hotellbrand i Sundsvall, var en svensk skådespelare och revyaktör.  

## Biografi
Sten Meurk var son till akrobaten Jean Meurk och hans hustru Anna, född Pettersson. Familjen, ursprungligen de Olivo, var en cirkusfamilj som kom till Sverige 1851. Namnet Meurk togs efter Jeans mor. Familjen reste runt mellan spelplatser och Jeans och Annas fem barn blev upplärda i sång, dans och akrobatik av ensemblens medlemmar. År 1923 debuterade Meurk i ett cirkusnummer på Nöjesfältet, där fadern var anställd som komiker.
Under många år tillhörde Meurk revyensemblen hos Ragnar Klange på Folkets hus teater. Han var även engagerad vid Casinoteatern, Folkan och Odéonteatern.

## Branden
Sommaren 1953 reste Meurk med Klanges Sommarrevy under ledning av Gustaf Lövås. I början av september anlände truppen till Sundsvall, där man tog in på Centralhotellet och fick rum på tredje våningen. Natten till den 8 september hade Meurk av allt att döma somnat ifrån en tänd cigarett. Strax före kl 3 på morgonen vaknade Meurks fästmö, skådespelaren Ingalill Anneminne i rummet intill av röklukt. Hon gick ut i korridoren för att undersökta och såg att det sipprade ut rök under dörren till Meurks rum. Hon lyckades slita upp dörren och upptäckte branden. När hon inte fick kontakt med Meurk sprang hon ner till receptionen för att slå larm. Nattportieren Edvin Byström rusade upp till tredje våningen, där röken låg så tät att han var tvungen att krypa fram. Vid det laget hade Meurk vaknat av smärtan. Han försökte ta sig ut genom fönstret och föll tre våningar ner i gatan. Han fördes till sjukhus, där han avled några timmar senare. Han hade brandskador på bröst och armar, men dödsorsaken var skadorna som uppstod vid fallet.

## Filmografi
- 1941 – Soliga Solberg
- 1942 – Olycksfågeln nr 13
- 1942 – Kvinnan tar befälet
- 1944 – Lilla helgonet
- 1946 – 91:an Karlsson. "Hela Sveriges lilla beväringsman"
- 1952 – Flottare med färg
- 1952 – Drömsemester

## Teater

### Roller
| År   | Roll              | Produktion                                                                                   | Regi          | Teater                  |
| ---- | ----------------- | -------------------------------------------------------------------------------------------- | ------------- | ----------------------- |
| 1938 | Hovapan Krusidull | Tummeliten John Botvid                                                                       | John Botvid   | Folkan                  |
| 1941 | Medverkande       | Hör oss, Klara, revy Stig Bergendorff och Gösta Bernhard                                     | Inga Hodell   | Casinoteatern           |
| 1943 | Medverkande       | Folkets hushåll, revy Harry Iseborg, Karl-Ewert, Fritz Gustaf Sundelöf, Gardar och Esse      | Ragnar Klange | Folkets hus teater      |
| 1947 | Medverkande       | Opp med folket, revy Harry Iseborg, Allan Forss och Nils Bie                                 | Ragnar Klange | Folkets hus teater      |
| 1948 | Medverkande       | På extrakryss med folket, revy Ragnar Klange                                                 |               | Folkets hus teater      |
| 1950 | Medverkande       | Folk i farten, revy Karl-Ewert                                                               | Werner Ohlson | Odeonteatern, Stockholm |
| 1951 | Medverkande       | De' som gömmes i snö, revy Karl-Ewert                                                        | Werner Ohlson | Odeonteatern, Stockholm |
| 1952 | Medverkande       | Klart för start Karl-Ewert                                                                   | Werner Ohlson | Odeonteatern, Stockholm |
| 1953 | Medverkande       | Glädjen i topp revy Charles Henry, Allan Forss, Tryggve Arnesson, Karl-Ewert, Herr Dardanell | Werner Ohlson | Odeonteatern, Stockholm |

### Fotnoter
1. ↑  Anna Greta Ståhle (23 januari 1974). ”Meurk lär svenskar slavisk folkdans”. Dagens Nyheter:  s. 13. https://arkivet.dn.se/tidning/1974-01-23/22/13. Läst 13 september 2020.
2. ↑  ”Flera i livsfara då hotellet brann: Cigarett antände sängen”. Dagens Nyheter:  s. 1. 9 september 1953. https://arkivet.dn.se/tidning/1953-09-09/243/1. Läst 13 september 2020.
3. ↑  ”Fästmön sökte dra Meurk ur lågorna”. Dagens Nyheter:  s. 3. 10 september 1953. https://arkivet.dn.se/tidning/1953-09-10/244/3. Läst 13 september 2020.
4. ↑  ”'Tummeliten' på Folkan”. Dagens Nyheter:  s. 18. 18 december 1938. http://arkivet.dn.se/arkivet/tidning/1938-12-18/344/18. Läst 27 augusti 2015.
5. ↑  Odd (20 september 1941). ”Teater Musik Film: 'Hör oss, Klara' - Höstrevyn på Casinoteatern”. Dagens Nyheter:  s. 7. https://arkivet.dn.se/tidning/1941-09-20/255/7. Läst 13 september 2020.
6. ↑  Jerome (2 januari 1943). ”Tre revypremiärer: 'Folkets hushåll' på Folkets hus”. Dagens Nyheter:  s. 26. http://arkivet.dn.se/arkivet/tidning/1943-01-02/1/26. Läst 31 januari 2016.
7. ↑  Bang (2 januari 1947). ”Två nyårspremiärer”. Dagens Nyheter:  s. 18. http://arkivet.dn.se/arkivet/tidning/1947-01-02/1/18. Läst 10 februari 2016.
8. ↑  Perpetua (2 januari 1948). ”Revypremiärer på Södran, Folkets hus och Odéon: Folkets hus: 'På extrakryss med folket'”. Dagens Nyheter:  s. 14. http://arkivet.dn.se/arkivet/tidning/1948-01-02/1/14. Läst 10 februari 2016.
9. ↑  Öhn (28 september 1950). ”Teater Musik Film: Odéons höstrevy”. Dagens Nyheter:  s. 9. http://arkivet.dn.se/arkivet/tidning/1950-09-28/262/9. Läst 14 februari 2016.
10. ↑  Öhn (2 januari 1951). ”Tre nyårsrevyer och 'Lysistrate': Intet nytt från Odéon”. Dagens Nyheter:  s. 7. http://arkivet.dn.se/arkivet/tidning/1951-01-02/1/7. Läst 6 mars 2016.
11. ↑  Perpetua (27 september 1952). ”Teater Musik Film: Höstpremiär på Odéon”. Dagens Nyheter:  s. 7. http://arkivet.dn.se/arkivet/tidning/1952-09-27/263/7. Läst 6 mars 2016.
12. ↑  Perpetua (2 januari 1953). ”Revysvep med Povel Ramel, Karl Gerhard och Odéon: Odeon: Glädjen i topp”. Dagens Nyheter:  s. 7. http://arkivet.dn.se/arkivet/tidning/1953-01-02/1/9. Läst 7 mars 2016.